# Stanly megye
Stanly megye az Amerikai Egyesült Államokban, azon belül Észak-Karolina államban található. Megyeszékhelye és legnagyobb városa Albemarle. Lakosainak száma 62 504 fő (2020. április 1.). Stanly megye Rowan, Davidson, Montgomery, Anson, Union, Cabarrus és Richmond megyékkel határos.

## Népesség
A megye népességének változása:
| Lakosok száma | 60 559 | 60 444 | 60 510 | 60 635 | 60 714 | 62 504 |
|               | 2010   | 2011   | 2012   | 2013   | 2015   | 2020   |